# Maria Güell i Puig
Maria Güell i Puig (Valls, Alt Camp, 24 de juny de 1848 - Cervera, la Segarra, 14 de juny de 1921) va ésser una religiosa, fundadora de la congregació de l'Institut de la Caritat de l'Immaculat Cor de Maria (actualment, Missioneres Filles del Cor de Maria), dedicades a l'atenció a malalts i l'educació. Ha estat proclamada venerable per l'Església Catòlica.

## Biografia
Va néixer a Valls, segona dels nou fills de Francesc Güell i Albareda i Antònia Puig i Queralt; va ésser batejada com a Maria Teresa Úrsula. L'ambient familiar era de profunda devoció cristiana, i de jove va manifestar la seva inclinació envers la religió. Ajudava la família treballant el camp a la granja de Doldellops, on el seu pare era parcer, i en un taller de costura. Als 23 anys decidí de fer-se religiosa i marxà a Cervera, on el 21 d'abril de 1872 ingressà en la congregació de les Germanes de la Caritat de l'Hospital de Cervera, que servia l'hospital.
Era una comunitat autònoma que seguia el carisma de les Filles de la Caritat de Sant Vicenç de Paül i, d'acord amb la seva missió, hi professà després d'un any de noviciat, el 14 de novembre de 1873. En aquell moment va atendre les víctimes de la tercera guerra carlina i d'una epidèmia de verola negra, demanant permís per a atendre'ls directament, tot i el risc de contagi. Poc després, la comunitat de Cervera s'agregà a l'Institut de la Sagrada Família que havia fundat Anna Maria Janer, però la unió no durà: la comunitat de l'hospital tornà a separar-se'n i continuà de manera autònoma.
Mentrestant, Güell volia que la tasca de la comunitat arribés a més malalts i necessitats, atenent-los fins i tot a casa seva, i exercint alhora una tasca d'apostolat i educació cristiana. Amb aquest objectiu, reuní algunes joves i començaren a atendre malalts a domicili, naixent així el que seria la congregació religiosa de l'Institut de la Caritat de l'Immaculat Cor de Maria. El 14 de setembre de 1899, el bisbe de Solsona, Ramon Riu i Cabanes, n'aprovà les constitucions, redactades per Francesc Naval, conseller espiritual de Maria Güell. El 1909 adoptà el nom d'Institut de la Caritat i el 1911 renovà les constitucions, que incloïen ara l'exercici de la caritat amb els malalts i l'educació dels nens; foren aprovades el 24 d'abril d'aquell any pel nou bisbe Lluís d'Amigó i Ferrer.
Maria Güell fou elegida superiora general el 17 d'agost de 1911, càrrec que va mantenir fins a la mort, el 14 de juny de 1921 a l'Hospital de Cervera.